# Billy Brown (Musiker)
Billy Brown (* 22. Juli 1929 in Princeton, West Virginia; † 10. Januar 2009 in New Smyrna Beach, Florida) war ein US-amerikanischer Rock’n’Roll-Musiker. Brown nahm in den 1950er-Jahren eine Reihe von Singles für Columbia Records auf.

## Leben

### Kindheit und Jugend
Billy Brown wurde 1929 (anderen Angaben nach 1930) geboren und kaufte sich mit acht Jahren seine erste Gitarre. Um diese Zeit begann er auch zu singen. Um 1953 gehörte er der US Army an und war in Alabama stationiert. Über WIRB in Enterprise war er bereits regelmäßig zu hören und absolvierte erste Auftritte. Danach kämpfte er im Koreakrieg.

### Karriere
Nach seiner Entlassung aus der Armee versuchte Brown sich im Musikgeschäft. In Atlanta, Georgia, wurde er für regelmäßige Auftritte im Anchorage Club engagiert und von Allen Bradley entdeckt, der von diesem Zeitpunkt an sein Manager war. Über Bill Lowery, der praktisch Atlantas Musikszene der 1950er-Jahre kontrollierte, kam er an einen ersten Plattenvertrag mit Lowerys kleinem Label Stars Records. Ende 1957 erschien dort seine erste Single Did We Have a Party / It’s Love. Beide Stücke waren schnelle Rock-’n’-Roll-Songs.
Browns Platte verkaufte sich gut, da Columbia Records die Platte erneut national veröffentlichte. Im Oktober 1957 wurde Brown vom Label unter Vertrag genommen und bereits am 18. Dezember 1957 organisierte man für Brown eine Session in Nashville, Tennessee, mit den Studiomusikern Jerry Reed (Gitarre), Harold Bradley (Gitarre), Lightnin‘ Chance (Bass), Ray Stevens (Klavier), Dutch McMillin (Saxophon) und Buddy Harman (Schlagzeug). Diese Session produzierte zwei von Browns bekanntesten Titeln, Meet Me In the Alley Sally und Flip Out, die zu seinen besten Songs zählen und im Zuge des Rockabilly-Revivals mehrmals wiederveröffentlicht wurden.
Bis zum Frühjahr 1959 erschienen weitere Platten von Brown bei Columbia, unter anderem ein Cover von Onie Wheelers Run ‘Em Off oder die Originalversion von He’ll Have to Go; der Song wurde später von Country-Star Jim Reeves zum Hit gemacht. Jedoch waren die Verkäufe der Platten alles andere als gut, sodass Columbia den Vertrag nicht erneuerte. Brown, der zu diesem Zeitpunkt in Daytona Beach, Florida, lebte, wechselte daraufhin zu Gene Autrys Label Republic Records, für die er zwei Platten aufnahm (unter anderem die Wayne-Walker-Komposition Lost Weekend). Nach einer weiteren Single für das kleine Chart-Action-Label aus Nashville verschwand Brown aus dem Plattengeschäft. Es gab zwar weitere Billy Browns bei anderen Labeln, wie beispielsweise auf Challenge Records, Decca Records und in den frühen 1950er-Jahren auf Columbia, jedoch ist dies nicht dieselbe Personen bzw. eine Verbindung konnte nicht nachgewiesen werden.

## Diskografie
| Jahr | Titel                                                          | Plattenfirma     |
| ---- | -------------------------------------------------------------- | ---------------- |
| 1957 | Did We Have a Party / It’s Love                                | Stars 552        |
| 1957 | Did We Have a Party / It’s Love                                | Columbia 4-41029 |
| 1958 | Meet Me In the Alley, Sally / I Wanted You                     | Columbia 4-41100 |
| 1958 | Next / Once In a Lifetime                                      | Columbia 4-41174 |
| 1958 | Flip Out / Echo Mountain                                       | Columbia 4-41297 |
| 1959 | Rum ‘Em Off / He’ll Have to Go                                 | Columbia 4-41380 |
| 1960 | Be Honest with Me / The Last Letter                            | Republic 2004    |
| 1960 | Lost Weekend / Just Out of Reach                               | Republic 2007    |
| 1961 | Look Out Heart (Here Comes Love) / It Don’t take Long to Learn | Republic 2012    |
|      | He’ll Have to Go / ?                                           | Chart Action     |